# Himno de Gibraltar

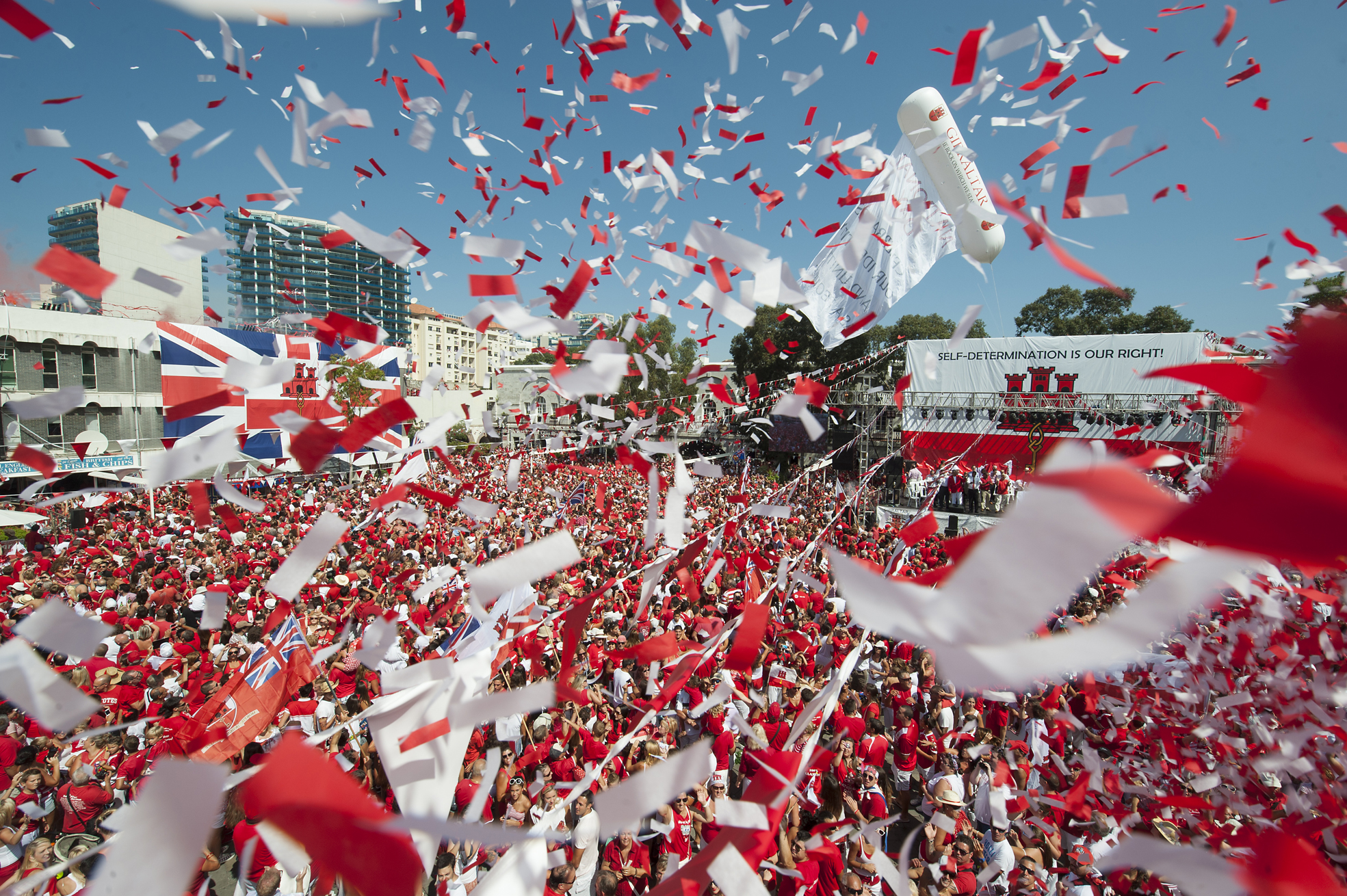
Himno de Gibraltar

El Himno de Gibraltar es la canción nacional del territorio británico de ultramar de Gibraltar.
Actualmente conserva como himno oficial el God Save the King, al igual que otras dependencias del Reino Unido. Sin embargo, también tiene su propio himno local que fue elegido por concurso en 1994. La letra y la música fueron compuestas por Peter Emberley, quien no es gibraltareño.
El himno se canta cada 10 de septiembre por el público durante la tirada anual de papel rojo y blanco en el Día Nacional de Gibraltar.
Sin embargo, anteriormente, siempre se soltaban globos, pero se suspendió debido a la preocupación por el impacto ambiental.

## Letra original
Gibraltar, Gibraltar the rock on which I stand,
May you be forever free, Gibraltar, my own land.
Mighty pillar, rock of splendour, guardian of the sea,
Port of hope in times of need, rich in history.
Gibraltar, Gibraltar, the rock on which I stand,
May you be forever free, Gibraltar my own land.
God give grace to this our homeland, help us to live as one,
Strong in freedom, truth and justice, let this be our song:
Gibraltar, Gibraltar, the rock on which I stand,
May you be forever free, Gibraltar! Gibraltar! My own land.

Gibraltar, Gibraltar el peñón donde yo me encuentro,
Que siempre seas libre, Gibraltar, mi tierra propia.
Pilar poderoso, peñón de esplendor, guardiana del mar,
Puerto de la esperanza en tiempos de necesidad, rica en historia.
Gibraltar, Gibraltar el peñón donde yo me encuentro,
Que siempre seas libre, Gibraltar, mi tierra propia.
Dios da gracia a esta nuestra patria, ayúdanos a vivir como una,
Fuerte en la libertad, la verdad y la justicia, permite que esta sea nuestra canción:
Gibraltar, Gibraltar el peñón donde yo me encuentro,
Que siempre seas libre, ¡Gibraltar! ¡Gibraltar! Mi tierra propia.

- Datos: Q816013